# Nephron
Đơn vị thận hay nephron là đơn vị cấu tạo và chức năng cơ bản của thận. Mỗi nephron gồm có 2 thành phần: đó là tiểu cầu thận và tiểu quản. Tiểu cầu thận còn gọi là tiểu thể Malpighi bao gồm bao Bowman và cuộn mạch. Bao Bowman giống như một cái bọc có 2 lớp ôm lấy cuộn mạch. Giữa 2 lớp là khoang Bowman chứa dịch siêu lọc (nước tiểu đầu). Bao Bowman thông trực tiếp với ống lượn gần. Nó có một đầu hẹp cho vừa đủ đông mạch đến và động mạch đi chui qua. Động mạch đến sau khi vào tiểu cầu thận thì chia thành mạng lưới mao động mạch dày đặc. Sau đó chúng tập trung lại thành động mạch đi và đi ra khỏi tiểu cầu. Thường động mạch đi nhỏ hơn động mạch đến.
Chức năng chính của nó là điều chỉnh nồng độ nước và các chất hòa tan như muối bằng cách lọc máu, tái hấp thu những thứ cần thiết và thải ra những thứ còn lại trong dịch lọc, đây chính là nước tiểu. Đơn vị thận loại các chất thải khỏi cơ thể, điều chỉnh thể tích máu và huyết áp, quản lý các mức của các chất điện giải và các chất chuyển hóa, và điều chỉnh pH máu. Chức năng của nó có tầm quan trọng sống còn và được điều chỉnh bởi hệ nội tiết qua các hoócmôn như hoócmôn chống bài niệu (ADH), aldosterone, và hoócmôn tuyến cận giáp. Ở người, thận thông thường chứa 800.000 đến 1,5 triệu đơn vị thận.